# Sara la Goda
Sara, conocida como la Goda (siglo VIII). Era nieta del rey visigodo Witiza, y pertenecía a una importante familia andalusí.

## Biografía
Sara era hija de Alamundo, uno de los tres hijos del rey Witiza. Su figura, tras la conquista de Hispania (al-Ándalus) por el poder musulmán, ha sido tomada como uno de los ejemplos más importantes de la islamización de la antigua nobleza visigoda. La historia de Sara y de su familia, establecida en Sevilla, fue recogida por su propio tataranieto, Ibn al-Qutiyya, un importante cronista andalusí.
Según cuenta Ibn al-Qutiyya, de acuerdo con los pactos que se dieron en al-Ándalus en ese momento, la familia de Alamundo había conseguido tierras en la parte más occidental del valle del Guadalquivir. A la muerte de Alamundo, su hermano, Artobas, establecido en la zona de Córdoba, arrebató a sus sobrinos, aún niños, la herencia paterna. Ante esta situación, Sara y sus hermanos acudieron a Damasco para plantear su caso al califa Hisham. Allí, éste medió para que se cumpliera el pacto establecido y dio a Sara como marido a 'Isa ibn Muzahim, quien fue con ellos a al-Ándalus. Durante su estancia en Damasco, Sara conoció a un miembro de la familia omeya, 'Abd al-Rahman ibn Mu'awiya, años después éste acabaría en al-Ándalus, convirtiéndose en el primer emir independiente; aquel hecho fue recordado en favor de Sara, pues pudo tener acceso a palacio.
Del matrimonio entre Sara e 'Isa ibn Muzahim nacerían dos hijos. De uno de ellos descendería el cronista Ibn al-Qutiyya.
Tras enviudar, Sara, ahora por mediación del ya emir 'Abd al-Rahman ibn Mu'awiya, casó con 'Umayr ibn Sa'id al-Lajmi, miembro del ejército (jund) sirio. De esta nueva unión nació Habib ibn 'Umayr, de quien descenderían las importantes familias sevillanas de los Banu Hayyay y los Banu Maslama, entre otras.